# Цвіян Милошевич
Цвіян Милошевич (сербохорв. Cvijan Milošević, нар. 27 жовтня 1963, Тузла) — югославський футболіст, що грав на позиції півзахисника.
Виступав, зокрема, за клуби «Слобода» (Тузла) та «Жерміналь-Екерен», а також національну збірну Югославії.

## Клубна кар'єра
У дорослому футболі дебютував 1981 року виступами за команду «Слобода» (Тузла), в якій провів вісім сезонів, взявши участь у 159 матчах чемпіонату.
У грудні 1989 року півзахисник переїхав до Бельгії, де підписав контракт з клубом «Льєж», з яким через кілька місяців виграв Кубок Бельгії. Милошевич швидко став плеймейкером льєзької команди з його чудовою технікою і провів там наступні п'ять з половиною сезонів.
Після того як 1995 року «Льєж» вилетів з вищого дивізіону Милошевич перейшов у «Антверпен», де провів сезон 1995/96. Своєю грою за останню команду привернув увагу представників тренерського штабу клубу «Жерміналь-Екерен», до складу якого приєднався 1996 року. У своєму першому сезоні за клуб він знову виграв кубок. У фіналі антверпенський клуб після додаткового часу переміг «Андерлехт» 4:2, а сам Милошевичу вийшов замість Едвіна ван Анкерена в перерві. Всього відіграв за команду з Антверпена наступні три сезони своєї ігрової кар'єри. Більшість часу, проведеного у складі «Жерміналь-Екерена», був основним гравцем команди.
Завершив ігрову кар'єру у команді «Вестерло», за яку виступав протягом 1999—2001 років і в останньому сезоні виграв третій у своїй кар'єрі кубок країни.

## Виступи за збірну
У складі олімпійської збірної 1988 року зіграв 2 матчі на олімпіаді в Сеулі в груповому етапі, а його збірна з групи сенсаційно не вийшла, пропустивши вперед Бразилію та Австралію.
24 серпня 1988 року провів свій єдиний матч у складі національної збірної Югославії в товариській грі проти Швейцарії (2:0) в Люцерні.

## Досягнення
- Володар Кубка Бельгії (3):

«Льєж»: 1989/90
«Жерміналь-Екерен»: 1996/97
«Вестерло»: 2000/01

## Особисте життя
Його син, Дені Милошевич, також став футболістом. Виступав за збірну Боснії і Герцеговини.